# Nationaal Congres (België)

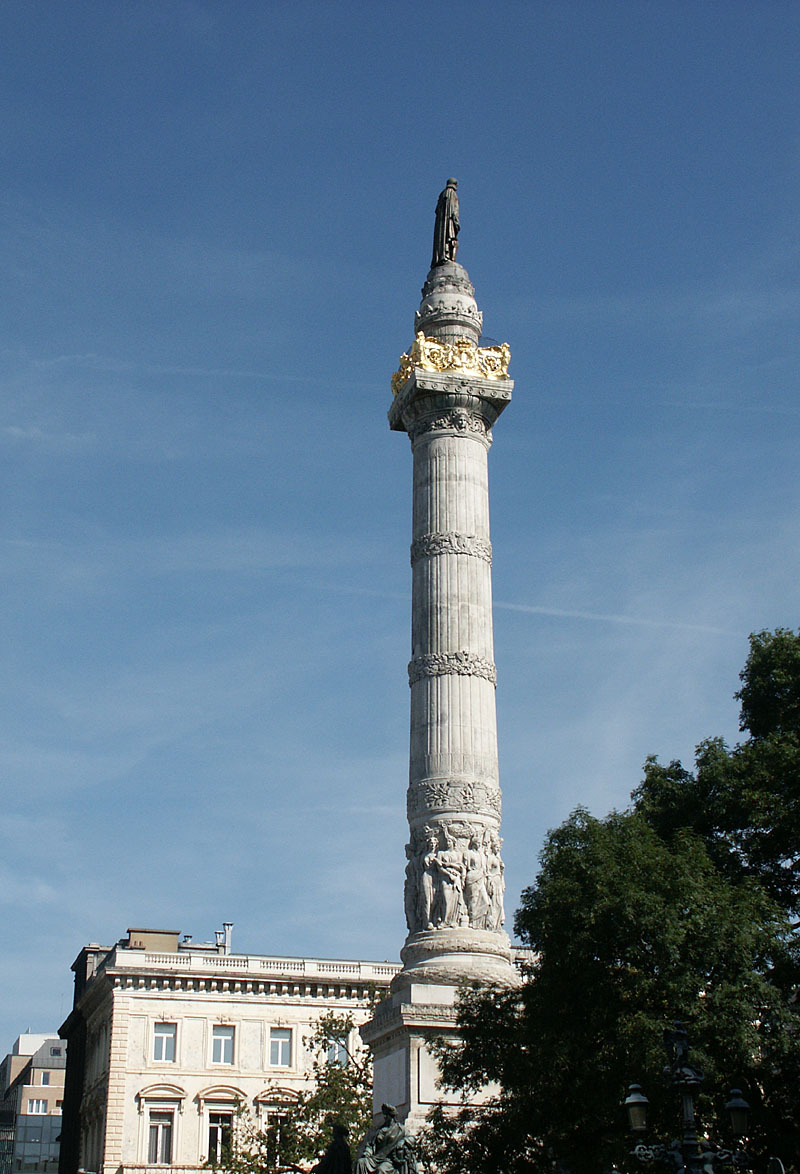
De Congreskolom in Brussel, monument aan het Nationaal Congres.

Het Nationaal Congres (ook Volksraed in oudere documenten) was de grondwetgevende en eerste, voorlopige, wetgevende vergadering van het onafhankelijke België na de omwenteling van 1830. Ze stelde de Belgische Grondwet op, die op 7 februari 1831 werd afgekondigd. Het Nationaal Congres zetelde van 10 november 1830 tot 21 juli 1831, waarna het verdaagd werd, om uiteindelijk te worden ontbonden op 29 augustus 1831.

## Verkiezing van het Nationaal Congres
Op 4 oktober 1830 had het Voorlopig Bewind de onafhankelijkheid van België uitgeroepen. Op 3 november kozen 30.000 cijns- en bekwaamheidskiezers de 200 leden van het Nationaal Congres. De geografische verdeling was als volgt, in aantal vertegenwoordigers per provincie:
| Vlaamse provincies | Vlaamse provincies | Vlaams en Waals | Vlaams en Waals | Waalse provincies | Waalse provincies |
| Provincie          | Zetels             | Provincie       | Zetels          | Provincie         | Zetels            |
| ------------------ | ------------------ | --------------- | --------------- | ----------------- | ----------------- |
| Antwerpen          | 18                 | Brabant         | 27              | Henegouwen        | 30                |
| Limburg            | 17                 | Brabant         | 27              | Luik              | 19                |
| Oost-Vlaanderen    | 35                 | Brabant         | 27              | Luxemburg         | 16                |
| West-Vlaanderen    | 28                 | Brabant         | 27              | Namen             | 10                |
| Totaal             | 98                 | Totaal          | 27              | Totaal            | 75                |

Een korte parenthese naar aanleiding van de verdeling toegepast op de bovenstaande tabel. Die verdeling op basis van de huidige federale gewesten is natuurlijk een anachronisme. De tegenstellingen waren toen niet zo scherp. De vertegenwoordigers die werden verkozen, behoorden immers allen tot dezelfde gegoede klassen van adel en burgerij, van wie de meesten eenzelfde opvoeding in het Frans hadden genoten. En toch is de verdeling niet helemaal zonder grond. Er waren immers toch duidelijke verschillen te merken tussen de verschillende gewesten. Van de dertien verkozen priesters waren er tien uit West- en Oost-Vlaanderen en er was geen enkele in het Zuiden van het land gekozen. De orangisten en hun sympathisanten situeerden zich in welbepaalde arrondissementen, vooral in het noorden van het land. De voorstanders van een opslorping door Frankrijk waren vooral in het zuiden te vinden. De grote meerderheid van de congresleden uit het noorden behoorde tot de verschillende nuances van katholieke vertegenwoordiging, terwijl de meerderheid van de vertegenwoordigers uit Henegouwen en Luik tot de antiklerikale groep behoorden. Ook de verkiezingen voor een staatshoofd en zelfs die voor een regent toonden duidelijk de verschillende gevoeligheden aan tussen vertegenwoordigers van wat men thans 'Vlaanderen' noemt en die van wat men thans 'Wallonië' noemt.
Het bleek een vooruitziende beslissing te zijn geweest meteen ook plaatsvervangers te laten verkiezen, want in de loop van de amper negen maanden werking van het Congres, moest men niet minder dan 39 leden (20 %) door hun vervanger laten opvolgen. Het betekent dat 78 leden van het Congres slechts een gedeelte van de volledige sessie meemaakten. Vooral na de goedkeuring van de Belgische Grondwet in februari 1831 waren er nogal wat leden die van oordeel waren dat ze hun opdracht volbracht hadden en hun aanwezigheid niet meer nuttig was. Sommigen waren om een of andere reden ontmoedigd of ontevreden en haakten af.
Het Nationaal Congres opende zijn werkzaamheden op 10 november 1830 onder voorzitterschap van de ouderdomsdeken Jean-François Gendebien. Als voorzitter werd baron Erasme-Louis Surlet de Chokier gekozen, tot aan zijn verkiezing tot regent, het tijdelijke staatshoofd. Zijn twee ondervoorzitters waren Etienne de Gerlache en Goswin de Stassart. Na de verkiezing van Surlet werd Etienne de Gerlache tot nieuwe voorzitter gekozen.
De Conferentie van Londen, met de vijf Europese mogendheden, erkende op 20 december 1830 de scheiding als onvermijdelijk is en stelde Belgische onafhankelijkheid in het vooruitzicht. Hieraan verbond ze echter enkele voorwaarden, vooral betreffende de gebiedsafbakening.
Het Nationaal Congres had als voornaamste taak een grondwet op te stellen voor de nieuwe staat. Het was hiermee op 7 februari 1831 klaar. Het moest vervolgens een staatshoofd aanduiden en deed dit op 3 februari 1831 door de verkiezing van de hertog van Nemours (die niet aanvaardde), op 24 februari 1831 door de verkiezing van een regent en op 4 juni door de verkiezing van Leopold I. Op 9 juli 1831 nam het, met 126 stemmen tegen 70, het Verdrag der XVIII artikelen aan. Het Congres bleef als wetgevend orgaan voortbestaan tot aan de verkiezing van het eerste parlement op 29 augustus 1831. Op 8 september 1831 gaf de Koning de openingsrede voor de allereerste zitting van het nieuwe parlement.

## Belangrijkste beslissingen

### Oprichting van de parlementaire democratie
De vergadering keurde het Decreet nummer 4 van 22 november 1830 goed, dat de grondwettelijke monarchie als staatsvorm invoerde, binnen een parlementaire democratie:
« Au nom du peuple belge, Le Congrès national de la Belgique déclare que le peuple belge adopte, pour forme de son Gouvernement, la monarchie constitutionnelle représentative, sous un chef héréditaire. »
De tekst werd goedgekeurd door 187 vertegenwoordigers. Dertien leden stemden vergeefs voor de instelling van een republiek (het ging om Pierre-Guillaume Seron, Alexandre de Robaulx, François Lardinois, Jean Goethals, Pierre David (Verviers), priester Désiré de Haerne, Pacifique Goffint, Justin de Labeville, Eugène Fransman, Louis Delwarde, Camille De Smet, François Pirson en Laurent Dethier). In de omstandigheden van die tijd was een keuze voor een republikeins systeem met een president zeer moeilijk tot onmogelijk. De voorstanders van een republiek waren talrijker dan de dertien, maar verschillende leden (onder meer Sylvain van de Weyer en Alexandre Gendebien) kwamen verklaren dat ook al waren ze principieel voorstander van een republiek, ze in de gegeven omstandigheden voor de monarchie opteerden.
Vervolgens stemde het Nationaal Congres het Decreet nummer 5 van 24 november 1830 betreffende de eeuwige uitsluiting van de familie Oranje-Nassau van enige macht in België. Hierdoor is de familie Huis van Oranje-Nassau voor eeuwig uitgesloten van de Belgische troon.
« Au nom du peuple belge, Le Congrès national déclare que les membres de la famille d’Orange-Nassau sont à perpétuité exclus de tout pouvoir en Belgique. »
Het decreet werd goedgekeurd met 161 stemmen voor en 28 tegen. De tegenstemmers waren: d'Ansembourg, de Baillet, de Bergeyck, Jean-Baptiste Claes, Henri Cogels, Albert Cogels, Cornet de Grez, Destouvelles, Domis, Du Bois, priester de Foere, de Gerlache, d'Hanis van Cannart, De Hemptinne, Huysman d'Annecroix, Le Grelle, de Liedel de WeIl, MacLagan, Orban, Osy, de Renesse-Breidbach, François de Sécus, Frédéric de Sécus, de Stockhem, Thorn, de Trazegnies, van Volden de Lombeke, Werbrouck-Pieters.
Dit decreet werd later nogmaals bevestigd met het Decreet 49 van 24 februari 1831, met de zin
« Le congrès national déclare que c'est comme corps constituant qu'il a porté ses décrets des 18 et 24 novembre 1830, relatifs à l'indépendance du peuple belge et à l'exclusion à perpétuité des membres de la famille d'Orange-Nassau de tout pouvoir en Belgique. »
Er namen 131 leden aan de stemming deel: 92 voor, 38 tegen en 2 onthoudingen. Het was duidelijk dat heel wat leden dit voorstel tot bevestiging, gedaan door Paul Devaux en hernomen door Frans-Jozef Beyts, hevige vijand van Willem I en Nederland, als overbodig beschouwden. Niet alleen nam maar een eerder gering aantal leden aan de stemming deel, het aantal tegenstemmers was veel aanzienlijker dan het aantal openlijke of verdoken orangisten onder de Congresleden. De tegenstemmers waren: priester Pollin, de Quarré, de Stockhem, Desmanet de Biesme, Le Bègue, Meeûs, Rouppe, d'Huart, Dams, de Ville, Constantin Rodenbach, de Selys Longchamps, Lecocq, Cols, Barthélemy, priester Van Crombrugghe, Leopold Zoude, Teuwens, Charles Rogier, Vandenhove, de Tiecken de Terhove, Charles de Brouckère, de Woelmont, de Man. Priester De Foere en Lardinois hadden zich onthouden.

### Invoering van de constitutionele monarchie: Koning der Belgen
Met een Decreet nummer 35 van 29 januari 1831 besloot het Nationaal Congres dat de officiële titel die het Belgische staatshoofd zou dragen die van koning der Belgen zou zijn, en niet die van koning van België. Dit gebeurde in navolging van de Julimonarchie in Frankrijk. De reden hiervoor was inhoudelijk. De koning der Belgen is een constitutioneel monarch binnen een systeem van volkssoevereiniteit, en niet langer een monarch volgens goddelijk recht.
De koning treedt enkel in functie na goedkeuring door en aflegging van de grondwettelijke eed voor de Verenigde Kamers, en niet langer automatisch door het overlijden van zijn voorganger. In deze zin is het Belgische koningschap een 'republikeins' koningschap. De eed werd door het Decreet van 29 januari 1831 vastgelegd:
« Le Congrès national, décrète :
Art. 1. N… est proclamé Roi des Belges, à la condition d’accepter la constitution telle qu’elle sera décrétée par le Congrès national.
Art. 2. Il ne prend possession du trône, qu’après avoir solennellement prêté, dans le sein du Congrès, le serment suivant : « Je jure d’observer la constitution et les lois du peuple belge, de maintenir l’indépendance nationale et l’intégrité du territoire. »

### Koningskeuze
De keuze voor het staatshoofd viel bij Decreet nummer 40 van 3 februari 1831 op de zestienjarige Lodewijk van Orléans, zoon van de Franse koning Louis-Philippe. Andere kandidaten waren August van Leuchtenberg en Karel van Oostenrijk-Teschen. Twee stemronden waren nodig om tot dit resultaat te komen
In een eerste stemronde werden 191 stemmen uitgebracht. De uitslag was als volgt:
- Lodewijk van Orléans: 89 stemmen;
- August van Leuchtenberg: 67 stemmen;
- en Karel van Oostenrijk-Teschen: 35 stemmen.

In een tweede stemronde werden 192 stemmen uitgebracht. De uitslag was als volgt:
- Lodewijk van Orléans: 97 stemmen;
- August van Leuchtenberg 74 stemmen;
- en Karel van Oostenrijk-Teschen: 21 stemmen.

Op 7 februari 1831 nam het Nationaal Congres de Belgische Grondwet aan, de meest liberale ter wereld op dat moment, en werd het Voorlopig Bewind ontbonden.
Lodewijk van Orléans was echter voor het Verenigd Koninkrijk onaanvaardbaar als koning. Koning Lodewijk-Filip der Fransen sloeg het aanbod af op 17 februari 1831. Daardoor diende het Nationaal Congres dus een nieuwe keuze maken.
In afwachting daarvan werd op 24 februari 1831 de voorzitter van het Nationaal Congres, Érasme Surlet de Chokier, aangesteld als regent. Andere kandidaten waren Félix de Mérode en Etienne de Gerlache. Hij haalde het met 108 stemmen tegen 43 en 5 stemmen, op een totaal van 156 stemmen. Etienne de Gerlache werd de nieuwe voorzitter van het Nationaal Congres.
De nieuwe kandidaat-koning was de tot Brit genaturaliseerde Duitser, Leopold van Saksen-Coburg en Gotha, die in Londen woonde. Het Nationaal Congres verkoos hem bij Decreet nummer 142 van 4 juni 1831 tot eerste koning der Belgen met 152 stemmen op 196. Deze keuze was aanvaardbaar voor het Verenigd Koninkrijk. Zes weken later, op 21 juli 1831, vandaag de Belgische nationale feestdag, deed Leopold I zijn plechtige intrede in Brussel en legde de grondwettelijke eed af.

### Kieswet
Het unicamerale Nationaal Congres besliste in de Grondwet om een bicameraal parlement op te richten, met een Kamer van volksvertegenwoordigers en Senaat. Het Nationaal Congres decreteerde de Kieswet, die de verkiezing van beide kamers regelde. De wet werd aangenomen op 3 maart 1831 door het Nationaal Congres met 101 stemmen voor en 31 stemmen tegen.

## Congresleden

### Bureau van het Congres
Op 11 november 1830 werden de voorzitter, twee ondervoorzitters en vier secretarissen van het Nationaal Congres aangesteld, op 16 november volgde de aanstelling van vier quaestoren. De functies binnen het Bureau waren als volgt onderverdeeld:
- Voorzitter: Erasme Louis Surlet de Chokier, werd op 25 februari 1831 opgevolgd door Etienne de Gerlache
- Ondervoorzitter: Etienne de Gerlache, werd op 25 februari 1831 opgevolgd door Jean Raikem
- Ondervoorzitter: Goswin de Stassart, werd op 10 februari 1831 opgevolgd door Charles Destouvelles
- Secretaris: Charles Liedts
- Secretaris: Charles Vilain XIIII
- Secretaris: Jean-Baptiste Nothomb
- Secretaris: Joseph Forgeur, werd op 11 december 1830 opgevolgd door Henri de Brouckère
- Quaestor: Antoine Barthélémy
- Quaestor: Joseph de Baillet
- Quaestor: Philippe Huysman d'Annecroix
- Quaestor: Alexandre de Robaulx

### Beroepsmatige indeling
Van alle leden van het Nationaal Congres behoorden er 65 tot de adel tegen 174 tot de burgerij. De aanwezige beroepen waren als volgt onderverdeeld:
- Advocaat (en pleitbezorger): 70
- Eigenaar of rentenier: 70
- Handelaar: 24
- Magistraat: 20
- Geestelijke: 13
- Ambtenaar: 12
- Bankier: 8
- Industrieel: 8
- Arts: 4
- Notaris: 3
- Officier: 2
- Brouwer: 2
- Apotheker: 1
- Regisseur: 1
- Onbekend: 1

### Politieke indeling
Op de site http://www.unionisme.be werd een eerste benadering gedaan van onderverdeling van de Congresleden volgens politieke tendens. Het gaat hier om een eerder ruwe benadering. Een aantal leden is onvermijdelijk onder méér dan één categorie onder te brengen.

#### Orangisten (33)
- Orangisten: 24

Pierre Claes, Albert Cogels, Henri Cogels, Ferdinand Cornet de Grez, Jean-Baptiste d’Ansembourg, Joseph de Baillet, Charles de Bergeyck, Clément de Hemptinne, Pierre de Liedel de Well, Clément de Renesse-Breidbach, Pierre De Ryckere, François de Stockhem-Mean, Charles Destouvelles, Georges de Trazegnies, Antoine Dhanis van Cannart, François Domis, Ferdinand du Bois, Philippe Huysman d'Annecroix, Gérard Le Grelle, Jean MacLagan, Henri Orban-Rossius, Jean Osy, Joseph van Volden de Lombeke, Joseph Werbrouck-Pieters
- Sympathiserenden met de Orangisten: 9

Etienne de Gerlache, François de Sécus, Frédéric de Sécus, Dieudonné du Val de Beaulieu, Lucien Jottrand, Mathieu Leclercq, Charles Le Hon, Théodore Olislagers de Sipernau, Philippe Vilain XIIII

#### Reünionisten (20)
- Reünionisten (aanhechting bij Frankrijk): 13

Emmanuel Claus, Pierre David, Gilles Davignon, Justin de Labeville, Josse Delehaye, Louis Delwarde, Laurent Dethier, Eugène Fransman, Jules Frison, Pacifique Goffint, François Lardinois, François Pirson, Pierre-Guillaume Seron
- Sympathisanten van de Reunionisten: 7

Charles Blargnies, Goswin de Stassart, Pierre Destriveaux, Joseph Forgeur, Alexandre Gendebien, Jean-Baptiste Gendebien, Jean Pirmez

#### Liberalen (103)
- Gematigde liberalen: 34

Jean-Baptiste Claes, Ferdinand Cornet de Grez, Philippe d'Arschot Schoonhoven, Charles de Bergeyck, Antoine de Celles, Feuillien de Coppin de Falaën, Auguste de Jonghe d'Ardoye, Josse Delehaye, Pierre de Liedel de Well, Felix de Mûelenaere, Clément de Renesse-Breidbach, Pierre De Ryckere, Louis de Sebille, Paul Devaux, Alphonse de Woelmont d’Opleeuw, Edouard d'Huart, Théodore d'Yve de Bavay, Louis Fendius, Emmanuel François, Nicolas Gelders, Jean-François Gendebien, Philippe Huysman d'Annecroix, Joseph Lebeau, Charles Liedts, Ferdinand Meeus, Léon Mulle, Jean-Baptiste Nothomb, Jean Osy, Charles Rogier, Jean-Baptiste Thorn, Pierre Trentesaux, Henri van den Hove, Sylvain Van de Weyer, Charles Hippolyte Vilain XIIII
- antiklerikalen: 69

Jean Barbanson, Antoine Barthélémy, Nicolas Berger, Frans Jozef Beyts, Charles Blargnies, Pierre-Adrien Blomme, Leopold Bredart, Victor Buylaert, Emmanuel Claus, Jean-François Collet, Charles Coppens, Louis Coppens, Pierre Dams, Jean-Baptiste d’Ansembourg, Pierre David, Gilles Davignon, Charles de Bousies de Rouveroy, Charles de Brouckère, Henri de Brouckère, Eugène Defacqz, Clément de Hemptinne, Gustave de Jonghe, François de Langhe, Louis Delwarde, Edmond de Man, Alexandre de Robaulx, Michel-Laurent de Selys Longchamps, Pierre-Charles Desmanet de Biesme, Camille De Smet, Goswin de Stassart, Charles Destouvelles, Pierre Destriveaux, Jacques D'Martigny, Guillaume Dumont, Dieudonné du Val de Beaulieu, Theophile Fallon, Joseph-Stanislas Fleussu, Joseph Forgeur, Jules Frison, Alexandre Gendebien, Jean-Baptiste Gendebien, Pacifique Goffint, Jean-François Hennequin, Ignace Henry, Théodore Jacques, Lucien Jottrand, François Lardinois, Mathieu Leclercq, Charles Le Cocq, Charles Le Hon, François Lehon, Jean MacLagan, Jean-Bernard Marlet, Gerard Nagelmackers, Gustave Nalinne, Albert Nopener, Antoine Peemans, Jean Pirmez, François Pirson, Jean-Baptiste Roeser, Nicolas Rouppe, Pierre-Guillaume Seron, Mathias Simons, Erasme Louis Surlet de Chokier, François Van Snick, Nicolas Watlet, Joseph Werbrouck-Pieters, Paul Wyvekens, Léopold Zoude

#### Katholieken (94)
- democraten: 25

Joseph-Olivier Andries, Louis Beaucarné, Pierre-Adrien Blomme, Joseph Buyse, Philippe Corten, Leo de Foere, Désiré de Haerne, Jean Ghisbert de Leeuw, Pierre-Jean Denef, Joseph-Jean De Smet, Eugène Fransman, Jean Goethals, Louis Le Bègue, Charles Le Bon, Léonard Ooms, Alexander Rodenbach, Constantin Rodenbach, Jean-Baptiste van de Kerchove, Liévin Van der Looy, Leonard Van Dorpe, David Verbeke, Désiré Verduyn, Pierre-Antoine Verwilghen, Charles Vilain XIIII, Charles Zoude
- conservatieven: 48

Charles Annez de Zillebeke, Jacques Bosmans, Philippe-Joseph Boucquéau de Villeraie, Charles Coppieters Stochove, Jean-Baptiste d’Ansembourg, Joseph de Baillet, Nicolas de Behr, François de Coninck, Etienne de Gerlache, Auguste de Leuze, Antoine de Meer de Moorsel, Werner de Merode, Jean-Marie de Pelichy van Huerne, Florimond de Quarre, François de Robiano, Charles de Rodes, Edouard de Rouille, François de Sécus, Frédéric de Sécus, François de Stockhem-Mean, Barthélémy de Theux de Meylandt, Laurent Dethier, Théodore Deville, Guillaume de Viron, Guillaume d'Hanens-Peers, Antoine Dhanis van Cannart, François Domis, Ferdinand du Bois, François Du Bus, Robert Helias d'Huddeghem, Albert Lefebvre, Gérard Le Grelle, Hubert Masbourg, Théodore Olislagers de Sipernau, Jean-Baptiste Pettens, Joseph Raikem, François Rodriguez d'Evora y Vega, Jean-Baptiste Serruys, Charles Surmont de Volsberghe, Pierre Teuwens, Jean Thienpont, Constant Van Crombrugghe, François van den Broucke de Terbecq, Pierre Vander Linden, Joseph van der Linden d'Hooghvorst, Eugène van Hoobrouck de Mooreghem, Joseph van Volden de Lombeke, Jean Vergauwen-Goethals
- gematigde katholieken: 21

Félix Bethune, Victor Buylaert, Albert Cogels, Henri Cogels, Joseph de Decker, Félix de Mérode, Charles De Roo, Louis de Schiervel, Rutger de Tiecken de Terhove, Louis Geudens, Ferdinand Goethals, Augustin Janssens, Jean-Baptiste Joos, François Lesaffre, Pierre Morel-Danheel, Pierre-Egide Peeters, Jean-Baptiste Pollin, Ferdinand Speelman-Rooman, Michel van der Belen, Henri van Innis, Jacques Wallaert

### Opmerkingen
Het spreekt vanzelf dat de verkozen leden van het Congres tot de notabelen van hun arrondissement behoorden. Binnen die beperking waren heel wat uiteenlopende gezindten aanwezig.
Was de grote meerderheid gewonnen voor een onafhankelijke Belgische staat, dan was er toch een groep orangisten aanwezig, die onder meer campagne voerde tegen het definitief uitsluiten van de Oranje-Nassaus. Een andere groep pleitte voor nauwe aansluiting bij Frankrijk.
Was de grote meerderheid gewonnen voor een grondwettelijke monarchie als staatsvorm, dan was er toch een groep die de republiek voorstond.
Was de meerderheid uiteindelijk gewonnen voor een overeenkomst met Nederland en voor de goedkeuring van het Verdrag der XVIII artikelen (met afstand van een deel van het Belgisch grondgebied), een niet onbelangrijke groep stond de verwerping voor van deze door de grote mogendheden opgelegde vredesvoorwaarden en wilde liever de gewapende strijd aangaan.
Nog andere tegenstellingen deden zich voor, zoals die tussen voorstanders van het aanleunen bij Frankrijk en voorstanders van goede nabuurschap met Engeland, tussen katholieke ultramontanen en liberale antiklerikalen, tussen vertegenwoordigers van de handel en nijverheid en die van de landbouw en het grondbezit.
Tussen de 30 en de 60 leden waren lid van een vrijmetselaarsloge of waren het ooit geweest. Ook onder hen waren uiteenlopende strekkingen aanwezig, zodat niet van enige georganiseerde invloed van de vrijmetselarij sprake was.
Het Nationaal Congres telde 13 rooms-katholieke priesters onder zijn leden. Ook zij vormden geen aaneengesloten groep en vaak kwam het tot tegenstellingen tussen de meer behoudsgezinde en de meer progressieve geestelijken.

### Tussenkomsten
Het lidmaatschap van het Congres was op zich nog geen argument om de invloed van elk lid te meten. Een honderdtal leden deed geen enkele tussenkomst en manifesteerde zich enkel door aan de stemmingen deel te nemen. Negenendertig leden namen in de loop van de werkzaamheden ontslag en werden door een plaatsvervanger opgevolgd. Alleen een dertigtal leden voerde bestendig het woord en leidde de debatten in de ene of andere zin.
Deze leiders waren, op basis van het aantal tussenkomsten:
- Alexandre de Robaulx (184 tussenkomsten)
- Meer dan 100 tussenkomsten: Joseph Lebeau (134), Lucien Jottrand (125), François Van Snick (109), Frans Jozef Beyts (104), Pierre Van Meenen (102), Paul Devaux (101)
- Meer dan 50 tussenkomsten: Charles de Brouckère (93), Alexander Rodenbach (90), Charles Destouvelles (84), Joseph Forgeur (83), Barthélémy de Theux de Meylandt (81), Joseph Raikem (74), Charles Rogier (73), Sylvain Van de Weyer (71), Alexandre Gendebien (68), Henri de Brouckère (63), Gérard Le Grelle (61)
- Meer dan 20 tussenkomsten: Charles Le Hon (49), Jean-Baptiste Nothomb (46), François Pirson (46), Jean Osy (44), Antoine Barthélémy (41), Dieudonné du Val de Beaulieu (41), Philippe d'Arschot Schoonhoven (39), Goswin de Stassart (38), Léon de Foere (37), Emmanuel François (37), François de Sécus (35) Pierre-Guillaume Seron (35), Louis Le Bègue (34), Etienne de Gerlache (33), Pierre Trentesaux (29), Charles Vilain XIIII (28), Constantin Rodenbach (27), Joseph-Stanislas Fleussu (26), Louis Delwarde (25), Edouard de Rouillé (24), Charles Blargnies (23), Jean Goethals (23), Robert Helias d'Huddeghem (23), Jean Ghisbert de Leeuw (22), Pierre Destriveaux (22), Antoine de Celles (21), Eugène Defacqz (21), Antoine-François d'Elhoungne (21), Camille De Smet (21), Théodore Jacques (21).

Deze opgave is natuurlijk maar één aspect van de mogelijke invloed op het Nationaal Congres. Een paar stevige en gefundeerde tussenkomsten kunnen méér betekend hebben dan een vloed aan bemerkingen. De kampioen van de tussenkomsten, Alexandre de Robaulx, verkreeg ongeveer op geen enkele van zijn voorstellen de instemming van een meerderheid van zijn collega's.
Men mag anderzijds evenmin uit het oog verliezen dat 'grijze eminenties' die niet in het publiek ageerden, achter de schermen een belangrijke tot doorslaggevende invloed konden uitoefenen. Toch mag het als waarschijnlijk worden aangenomen dat tussen de hierboven geciteerde namen, zich de meest invloedrijke leden van het Congres bevonden.

## Congreskolom
Als herinnering aan het Nationaal Congres werd in Brussel, naar een ontwerp door architect Joseph Poelaert, tussen 1850 en 1859 de Congreskolom opgericht. De namen van alle leden van dit Congres staan er op gebeiteld.
Na de Eerste Wereldoorlog werd onder deze kolom het Graf van de Onbekende Soldaat gebouwd.